# Кадикс (коммуна)
Кади́кс (фр. Cadix, окс. Cadiç) — коммуна во Франции, находится в регионе Юг — Пиренеи. Департамент — Тарн. Входит в состав кантона Кармо-1 Ле-Сегала. Округ коммуны — Альби.
Код INSEE коммуны — 81047.

## География
Коммуна расположена приблизительно в 550 км к югу от Парижа, в 95 км северо-восточнее Тулузы, в 28 км к востоку от Альби.
На юге коммуны протекает река Тарн.

## Климат
Климат умеренно-океанический. Зима мягкая и дождливая, лето жаркое с частыми грозами. Ветры довольно редки.

## История
20 мая 1835 года к территории коммуны была присоединена часть упразднённой коммуны Ларок-Руказель (фр. Laroque-Roucazel), другая часть была присоединена к коммуне Треба.

## Население
Население коммуны на 2010 год составляло 233 человека.
| 1962 | 1968 | 1975 | 1982 | 1990 | 1999 | 2010 |
| ---- | ---- | ---- | ---- | ---- | ---- | ---- |
| 334  | 303  | 259  | 247  | 234  | 227  | 233  |

## Администрация
| Период | Период | Фамилия       | Партия | Примечания |
| ------ | ------ | ------------- | ------ | ---------- |
| 2001   | 2014   | Адриен Рекуль |        |            |
| 2014   | 2020   | Ги Гавальда   |        |            |

## Экономика
В 2007 году среди 140 человек в трудоспособном возрасте (15—64 лет) 101 были экономически активными, 39 — неактивными (показатель активности — 72,1 %, в 1999 году было 69,9 %). Из 101 активных работали 98 человек (53 мужчины и 45 женщин), безработных было 3 (2 мужчин и 1 женщина). Среди 39 неактивных 12 человек были учениками или студентами, 18 — пенсионерами, 9 были неактивными по другим причинам.